# Pseudorana weiningensis
Pseudorana weiningensis – gatunek płaza bezogonowego z rodziny żabowatych (Ranidae). Jedyny przedstawiciel rodzaju Pseudorana.

## Zasięg występowania
Pseudorana weiningensis występuje na południu Chińskiej Republiki Ludowej – w skrajnie zachodnim Kuejczou, południowym Syczuanie i północnym Junnanie.